# Emmanuel Shaleta
Pour les articles homonymes, voir Chalita.
Emmanuel Shaleta, né le 12 novembre 1956 à Fishkabour-Zakho en Irak, est un prélat de l'Église catholique chaldéenne, et évêque de l'éparchie Saint-Pierre Apôtre de San Diego des Chaldéens depuis 2017.

## Biographie
Emmanuel Hana Shaleta est né le 12 novembre 1956 à Fishkabour-Zakho en Irak. Il a été ordonné prêtre le 31 mai 1984 par le pape Jean-Paul II. Il a été prêtre au sein de l'éparchie Saint-Thomas l'Apôtre de Détroit des Chaldéens aux États-Unis. Le 15 janvier 2015, il fut nommé évêque de l'éparchie Mar Addaï de Toronto des Chaldéens au Canada.
Le 9 août 2017, il est transféré à l'éparchie Saint-Pierre Apôtre de San Diego des Chaldéens.